# Leonardo da Vinci (1914)
 «Леонардо до Вінчі» (італ. Leonardo da Vinci) — лінійний корабель типу «Конте ді Кавур» Королівських ВМС Італії періоду Першої світової війни.

## Історія створення
Розробка лінкорів розпочалась після інформації про будівництво для австро-угорської Крігсмаріне. Під керівництвом контр-адмірала Едоардо Маздеа. По осі вони отримали п'ять башт з 13 305-мм гарматами (3×тригарматні, 2×двогарматні). На час будівництва заклали лінкори з 360-мм гарматами, через що проект «Леонардо до Вінчі» морально застарів. 305-мм гармати для лінкора виготовляла британська компанія Armstrong Whitworth. На всій довжині корабель отримав подвійне дно і три палуби — бронепалубу, головну та верхню палуби.

Башти головного калібру Leonardo da Vinci

Корабель був закладений 18 липня 1910 року на верфі «Cantiere della Foce» у Генуї. Спущений на воду 14 жовтня 1911 року, вступив у стрій 17 травня 1914 року.

## Історія служби
У серпні 1914 року «Леонардо до Вінчі» разом з однотипними «Конте ді Кавур», Giulio Cesare входив до 1-ї дивізії контр-адмірала К. Корсі. На час вступу 24 травня 1915 року Італії у війну «Леонардо до Вінчі» перебував у базі Таранто. Лінкори повинні були блокувати австро-угорські лінкори класу «Вірібус Унітіс», але через загрозу атаки підводних човнів вони мало виходили з баз.
Після ремонту 2 серпня 1916 року на «Леонардо до Вінчі» завантажили, крім основного боєкомплекту, додатковий боєзапас для навчальної стрільби. Загалом на лінкорі було 846 305-мм снарядів, 2866 120-мм снарядів та повний запас палива. Близько 23:00 на лінкорі відчули поштовх. Незабаром з вентиляторів охолодження правого борту пішов дим. Після оголошення сигналу небезпеки дим пішов з-під кормової башти. Було затоплено порохові склади кормових башт, але о 23:16 з вентилятора з'явилось полум'я і пожежа по батареї поширювалась до носу лінкора. Вогонь помітили на сусідніх кораблях. Через 6 хвилин через сильний вибух вода стала заповнювати корпус через відкриті водонепроникні двері. О 23:40 лінкор став занурюватись у воду кормою з креном на лівий борт, через п'ять хвилин перевернувся і затонув на глибині 10 м. Загинуло 21 офіцерів, 227 моряків. У листопаді 1916 року виявили німецьких шпигунів, що організовували диверсії в Італії. На них поклали вину за вибух, хоча це могла бути технічна несправність через надлишок боєзапасу.

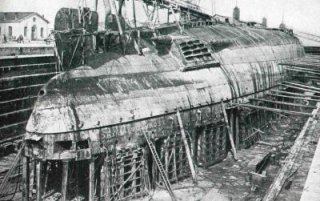
Піднятий корпус Leonardo da Vinci. 1920

Корабель мали намір відразу підняти, але спочатку необхідно було вивантажити боєзапас, паливо, зняти гармати заради зменшення ваги. Через розміри доку необхідно було зняти труби, надбудови. Корабель вдалось підняти 17 вересня 1919 року після завершення війни. По спеціально поглибленому каналу корабель відвели до сухого доку. Вибух зробив пробоїни з двох сторін дна, пошкодив значну частину водонепроникних переборок, вода завдала шкоди механізмам. Після першочергових ремонтних робіт з герметизації корпусу 24 січня 1921 року було перевернуто лінкор на кіль. Спочатку його мали намір модернізувати, як і однотипні кораблі, але через пошкодження вартість модернізації значно зросла, і через брак коштів 22 березня 1923 року його продали на брухт.

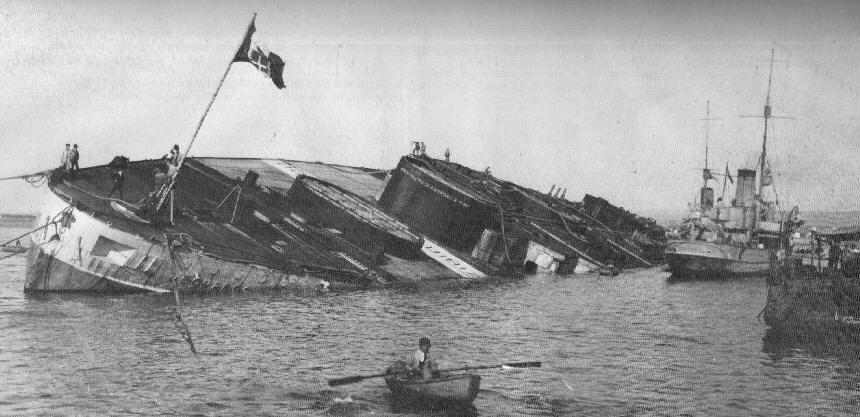
Перевертання корпусу Leonardo da Vinci. 1920